# John Arthur Ruskin Munro
John Arthur Ruskin Munro (Londra, 1864 – Oxford, 18 febbraio 1944) è stato uno storico e archeologo britannico, rettore del Lincoln College di Oxford dal 1918 fino alla sua morte.

## Biografia
John Arthur Ruskin Munro nacque nel 1864 a Londra, nel distretto di San Giorgio, dallo scultore preraffaellita Alexander Munro e da Mary Carruthers, entrambi di origine scozzese.
Dal 1876 frequentò la prestigiosa Charterhouse School di Godalming, presso la quale studiò anche suo fratello minore Herny Acland.
Specializzatosi in storia antica, si dedicò all'insegnamento nella città universitaria di Oxford. Varie sue lezioni sulla Grecia classica sono state trascritte e sono tuttora conservate presso la Biblioteca Bodleiana della medesima città.
Si occupò inoltre anche della direzione di una serie di campagne di scavi archeologici in alcuni siti di epoca classica. Tra il 1889 e il 1890 fu a Cipro per gli scavi delle poleis greche di Marion e Salamina; dal 1890 al 1894 fu poi in Montenegro per sostituire il russo Pavel Apollonovič Rovinskij alla guida degli scavi della città romana di Doclea, i cui ritrovamenti furono documentati nel suo libro On the Roman town of Doclea, in Montenegro.
Nel 1919, succedette al defunto William Walter Merry come rettore del Lincoln College, carica che mantenne per il resto dei suoi giorni.
Morì a Oxford il 18 febbraio del 1944. Il suo necrologio fu pubblicato su The Times il giorno successivo. Nel suo testamento, lasciò varie opere d'arte all'Ashmolean Museum.

## Famiglia
John Arthur Ruskin Munro sposò Margaret Caroline Neaves Munro dalla quale ebbe due figlie: Mary Isobel e Katharine Elizabeth Neaves.

## Pubblicazioni
- (EN) J. A. R. Munro, W. C. F. Anderson, J. G. Milne e F. Haverfield, On the Roman town of Doclea, in Montenegro (PDF), in Archaeologia, vol. 55, Westminster, Nichols and Sons, 1896,  pp. 33-92.